# Squash
Lo squash è uno sport di racchetta e palla giocato da due (singoli) o quattro giocatori (doppi) in un campo con quattro pareti e una piccola palla di gomma cava. I giocatori si alternano nel colpire la palla con le loro racchette sulle superfici giocabili delle quattro pareti del campo. L'obiettivo del gioco è colpire la palla in modo tale che l'avversario non sia in grado di giocare una risposta valida. Ci sono circa 20 milioni di persone che giocano regolarmente a squash in tutto il mondo in oltre 185 paesi. L'organismo di governo dello squash, la World Squash Federation (WSF), è riconosciuto dal Comitato Olimpico Internazionale (CIO) e lo sport sarà incluso nei Giochi Olimpici, a partire dalle Olimpiadi estive del 2028 a Los Angeles. La Professional Squash Association (PSA) organizza il tour professionistico.

## Storia

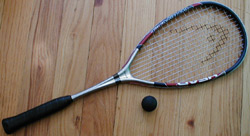
Racchetta e palla da squash

Le prime tracce di uno sport che possa essere associato allo squash risalgono agli inizi dell'800. Charles Dickens descriveva nei suoi "Pickwick Papers" un gioco praticato nelle prigioni di Londra; i prigionieri colpivano la palla contro il muro utilizzando racchette rudimentali; era un ottimo passatempo utile e divertente per tenersi in forma. Infatti questo sport deriva dal racquets, ideato da alcuni detenuti; la sua origine risale al 1822 quando per la prima volta un'area fu allestita allo scopo di giocare nella Harrow School di Londra e il nome deriva dal termine onomatopeico "squash", che gli studenti usavano per riferirsi al rumore della palla di gomma quando viene tirata con forza verso il muro. La prima denominazione fu "squash raquets" e questo sport si diffuse rapidamente in altre nazioni, specialmente nelle colonie britanniche.
Per molti anni, lo squash non ebbe regole ufficiali: le dimensioni del campo, della pallina e delle racchette non erano codificate e diverse federazioni seguivano diversi standard. Fu solo nel 1923 che si arrivò ad un regolamento ufficiale.
Oggi si stima che più di 17 milioni di persone pratichino lo sport nei 50,000 campi sparsi in tutto il mondo.

## Regolamento

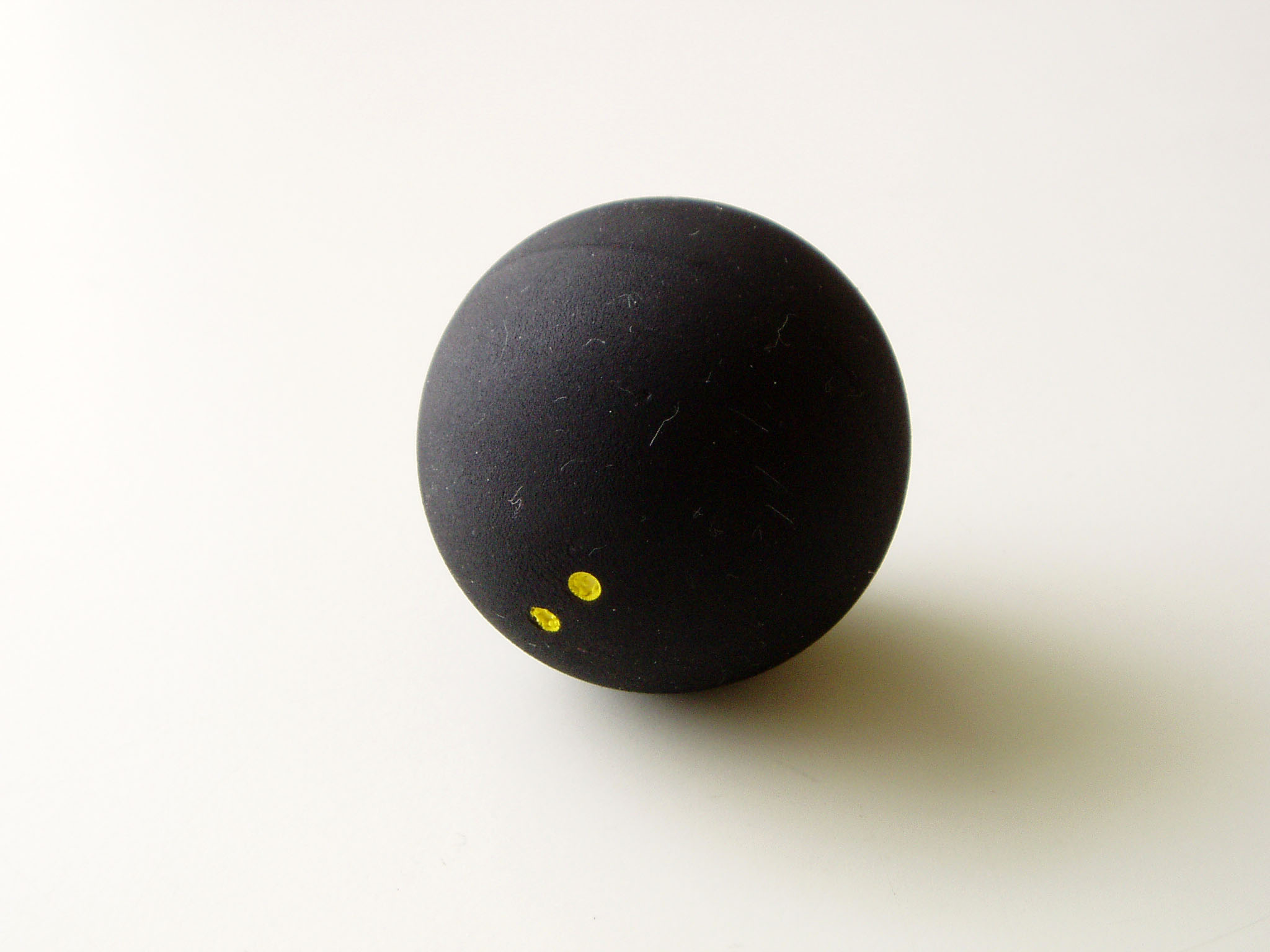
Palla in gomma utilizzata per le competizioni ufficiali con due puntini gialli

Dimensioni del campo per una partita individuale

### Attrezzatura
Lo squash si gioca utilizzando una particolare racchetta di lunghezza complessivamente uguale a quella di una racchetta da tennis, ma con un piatto delle corde più piccolo. Le dimensioni massime sono di 686 mm di lunghezza e 215 mm di larghezza, con un'area occupata dalle corde non maggiore di 525 centimetri quadrati.
La palla è una sfera cava fatta di gomma contenente una goccia di acqua, del peso di circa 23 grammi. Durante il gioco, con l'aumentare della temperatura aumenta anche l'elasticità e la velocità della palla. La pallina di solito è nera ed è identificata da piccoli puntini colorati che ne indicano la durezza, come indicato in tabella:
| Colore              | Velocità di gioco | Rimbalzo della palla | Livello dei giocatori       |
| ------------------- | ----------------- | -------------------- | --------------------------- |
| doppio punto giallo | Molto lenta       | Molto basso          | da competizione             |
| punto giallo        | Molto lenta       | Basso                | avanzato                    |
| punto bianco        | Lenta             | Basso                | intermedio                  |
| punto rosso         | Media             | Medio                | normale                     |
| blu                 | Veloce            | Alto                 | principianti                |
| Punto Verde         | Molto lenta       | Molto basso          | da altura (mexico city ecc) |
| bianca              | Molto lenta       | Molto basso          | da tornei in campo di vetro |

Nonostante tutte queste distinzioni la palla normalmente più utilizzata dai giocatori di club di medio livello è la doppio punto giallo, la punto rosso viene impiegata da chi vuole provare il gioco mentre la palla speciale blu di solito è impiegata dai maestri per insegnare ai bambini.
Le due palle speciali nera con punto verde e bianca sono per utilizzi specifici.
È inoltre importante utilizzare scarpe con suola neutra o chiara per non segnare il campo da gioco.

### Campo da gioco
Il campo da gioco è lungo 9,75 m, largo 6,40 m e ha pareti preferibilmente in muratura e pavimento in parquet. La linea di delimitazione superiore è tracciata nella parete frontale a 4,57 m dal pavimento e scende in quelle laterali sino ai 2,13 m della parete posteriore trasparente. Inoltre, sulla parete frontale si trovano la linea di delimitazione inferiore detta limite di Tin, a 48 cm dal pavimento, che può essere equiparata alla rete del tennis, e la linea del servizio (a 1,78 m). Tutte le linee di delimitazione sono considerate fuori dal terreno di gioco.
Sul pavimento a metà del campo è tracciata una linea orizzontale: la metà inferiore del campo è divisa verticalmente in due da un'ulteriore linea. In ciascuna metà vi è infine un riquadro più piccolo (box). Tutte le linee sul pavimento hanno utilità solo durante il servizio.

### Il gioco

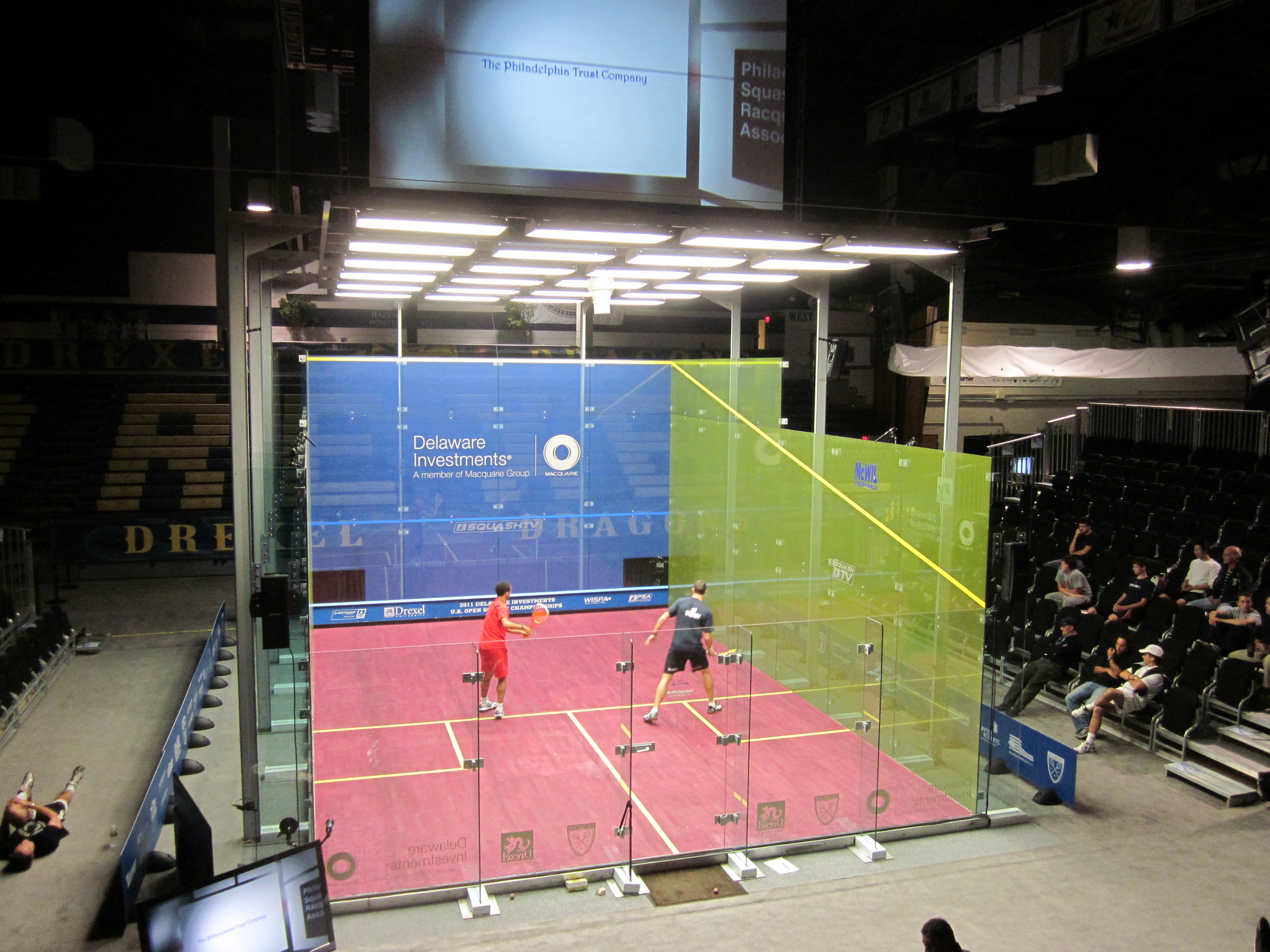
Un incontro di semifinale all'US Open del 2011

Uno dei due giocatori viene estratto ad inizio partita e può decidere chi debba battere per primo. La battuta si esegue tenendo almeno un piede completamente all'interno del box di servizio e facendo colpire la palla direttamente la parete frontale nella zona compresa tra la linea di delimitazione superiore e quella di metà parete. Dopo aver colpito tale area, la palla deve cadere nel semicampo opposto a quello da cui si è battuto sia direttamente che indirettamente (ovvero può prima colpire le pareti laterali).
Successivamente, ogni giocatore deve alternarsi nel colpire la palla, che deve rimbalzare sul muro frontale fra il limite di Tin e quello superiore. Può rimbalzare un numero illimitato di volte sulle pareti laterali e su quella posteriore, sia prima che dopo aver colpito la parete frontale. La palla può rimbalzare una sola volta sul pavimento prima di essere colpita. Per vincere un colpo è necessario che l'avversario commetta un errore, come mandare la palla fuori dai limiti del campo o colpire l'avversario con la palla prima che raggiunga la parete frontale. È inoltre vietato ostruire l'avversario sia mentre esegue un colpo che mentre stia cercando di raggiungere la palla. In tal caso, il giocatore può richiedere un let tramite il quale può venirgli assegnato il punto o esso può venire rigiocato a discrezione dell'arbitro.
Un incontro si dovrà giocare al meglio dei cinque giochi. Ogni gioco è disputato agli 11 punti, senza cambio palla (PAR 11).
Nel caso in cui i giocatori si trovino sul punteggio di 10 pari, il gioco continua fino a quando uno dei due giocatori non ottiene uno scarto di due punti netti sull'altro, aggiudicandosi così il gioco.
Nei tornei ufficiali a squadre si utilizza un punteggio a 15 e l'incontro si svolge sulla distanza di tre giochi. Quando un giocatore o una coppia vince il punto ha anche il diritto di servire nel punto successivo. Per ogni servizio consecutivo da parte di un giocatore va alternato il lato dal quale si serve.
Precedentemente, le regole prevedevano che ogni incontro si giocasse fino ai 9 punti, ma il punto veniva assegnato solo se il giocatore avesse servito, mentre in caso contrario cambiava semplicemente il giocatore che eseguiva il servizio.

## Impegno fisico
A livello agonistico, lo squash è uno sport molto impegnativo.
Vi è una fortissima sollecitazione alle ginocchia e alle caviglie. Richiede una notevolissima resistenza poiché non vi sono tempi morti per poter riprendere fiato.
Oltre ad un allenamento dedicato, come per esempio il ghosting, che fornisce le basi di come ci si muove in campo simulando dei colpi finti negli angoli strategici del campo, serve anche un allenamento atletico non indifferente.
Richiede, come tutti gli sport, una buona alimentazione, e una ricca dose di sali minerali, essendo una disciplina che ne consuma molti, per l'intensa sudorazione. Lo squash lavora sul metabolismo totalmente anaerobico, e gli atleti eseguono allenamenti per migliorare la dissipazione lattacida del corpo. È stato classificato come l'attività fisica più sana dalla rivista Forbes nel 2003.

## Tornei
I tornei dei circuiti professionali sono gestiti prevalentemente dalle associazioni dei giocatori professionisti, ossia Professional Squash Association (PSA) e World Squash Federation (WSF). 
I tornei più importanti sono:  
- World Squash Championships
- PSA World Tour Finals
- British Open
- Tournament of Champions
- US Open
- Hong Kong Open
- Qatar Classic
- Windy City Open
- El Gouna International

Al livello nazionale, a partire dal 1977, si disputano annualmente i Campionati Italiani Assoluti. I detentori del titolo sono Yuri Farneti e Cristina Tartarone.